# ASD Basket Parme
Maillots
Le ASD Basket Parma, plus connu comme Lavezzini Parma est un club féminin italien de basket-ball basé dans la ville Parme, en Émilie-Romagne. Le club fait partie de l'élite du championnat italien.

## Noms successifs
- Parma Primizie
- Lavezzini Basket Parma

## Palmarès
- Coupe Ronchetti : 1990, 1993, 2000
- Champion d'Italie : 2001
- Coupe d'Italie : 1998, 2001, 2002
- Supercoupe d'Italie : 1998, 2002

## Joueuses marquantes ou célèbres
- Eva Němcová
- Nicole Antibe
- Michelle Snow